# Francis Ortiz
Francis Giovanni Ortiz Lovera (Lima, 1 de agosto de 1994) es un futbolista peruano. Juega de delantero y su equipo actual es Colegio Comercio que participa en la Copa Perú. Tiene 30 años.

## Trayectoria
Jugó el Campeonato Descentralizado 2013 con el Ayacucho FC.
El Campeonato Descentralizado 2015 fichó por el Club Cienciano.
El 2016 fichó por el Club Sport Victoria.
En la Copa Perú 2017 jugó con el Club Deportivo Hualgayoc.
En el 2018 participó en la Liga 2 2018 (Perú) con el Club lima - Huaral  .
El 2018 fue a la República Dominicana para fichar por el Club Inter de Bayaguana.
Meses después, regresaría a Perú para fichar por el Club León de Huánuco.
En el 2019 participó en la Liga 1 2019 (Perú) con el Club Sport Boys  lima .
El 2020 jugó con el Club Comerciantes Unidos.
En el 2021 jugó con el Club Futuro Majes de Arequipa.
Ese mismo año, fichó por el Club Colegio Comercio y jugó la Copa Perú 2021.

## Clubes
| Club                | País                 | Año         |
| ------------------- | -------------------- | ----------- |
| Ayacucho FC         | Perú                 | 2013 - 2014 |
| Cienciano           | Perú                 | 2015        |
| Sport Victoria      | Perú                 | 2016        |
| Deportivo Hualgayoc | Perú                 | 2017        |
| Inter de Bayaguana  | República Dominicana | 2018        |
| León de Huánuco     | Perú                 | 2018        |
| Unión Huaral        | Perú                 | 2019        |
| Sport Boys          | Perú                 | 2019        |
| Comerciantes        | Perú                 | 2020        |
| Futuro Majes        | Perú                 | 2021        |
| Colegio Comercio    | Perú                 | 2021 -      |